# Ordinacions sobre lo fet de la mar

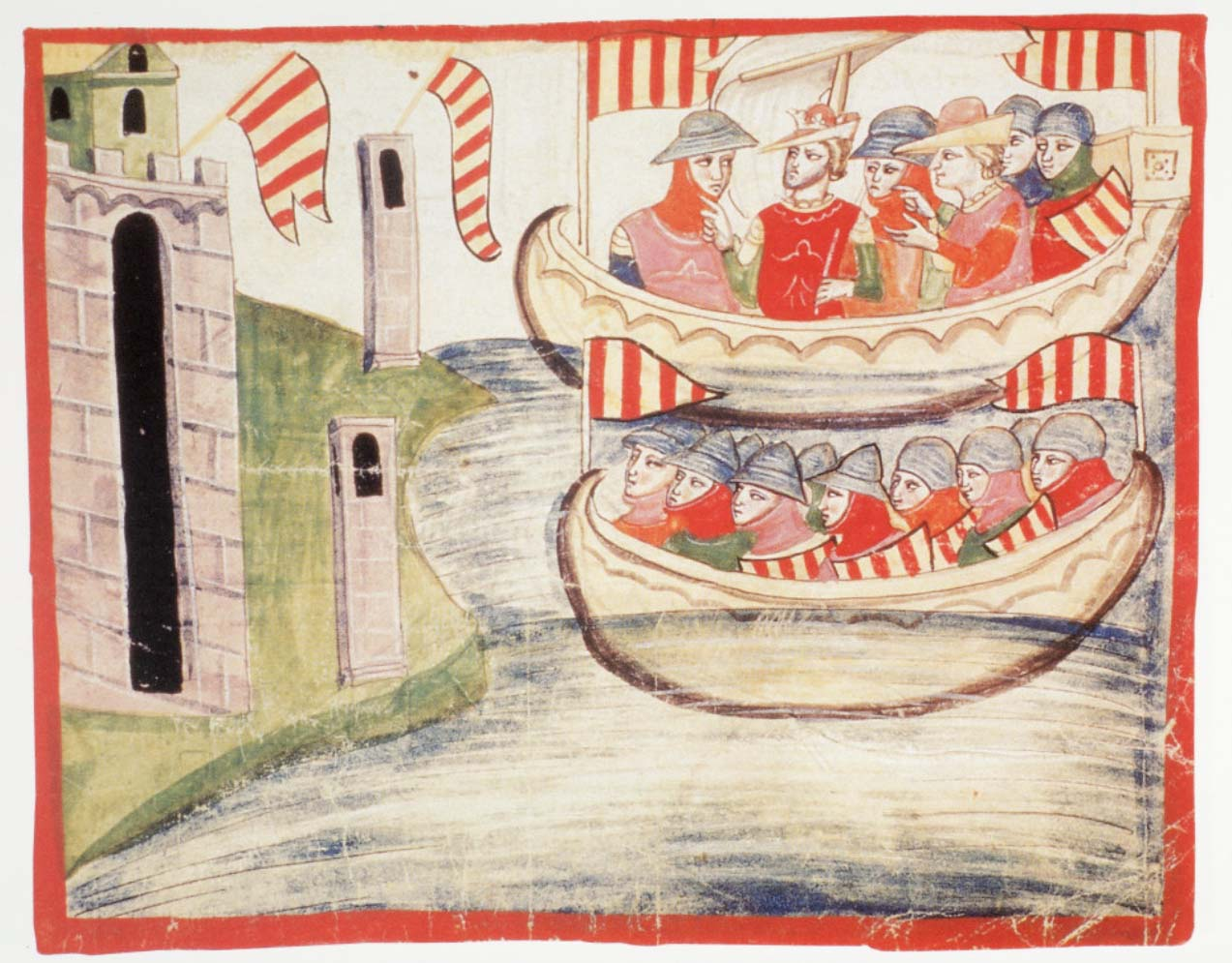
Desembarco de Pedro III de Aragón «el Grande» en Trápani

Ordinacions sobre lo fet de la mar es la denominación historiográfica de unos textos legislativos redactados por Bernardo II de Cabrera, Almirante de la Armada Real del señor rey de Aragón y aprobados por el rey Pedro IV de Aragón en 1354. Estas ordenanzas (ordinacions), junto con el Libro del Consulado de Mar, fueron muy importantes en el desarrollo y administración de la marina aragonesa.

## Resumen general

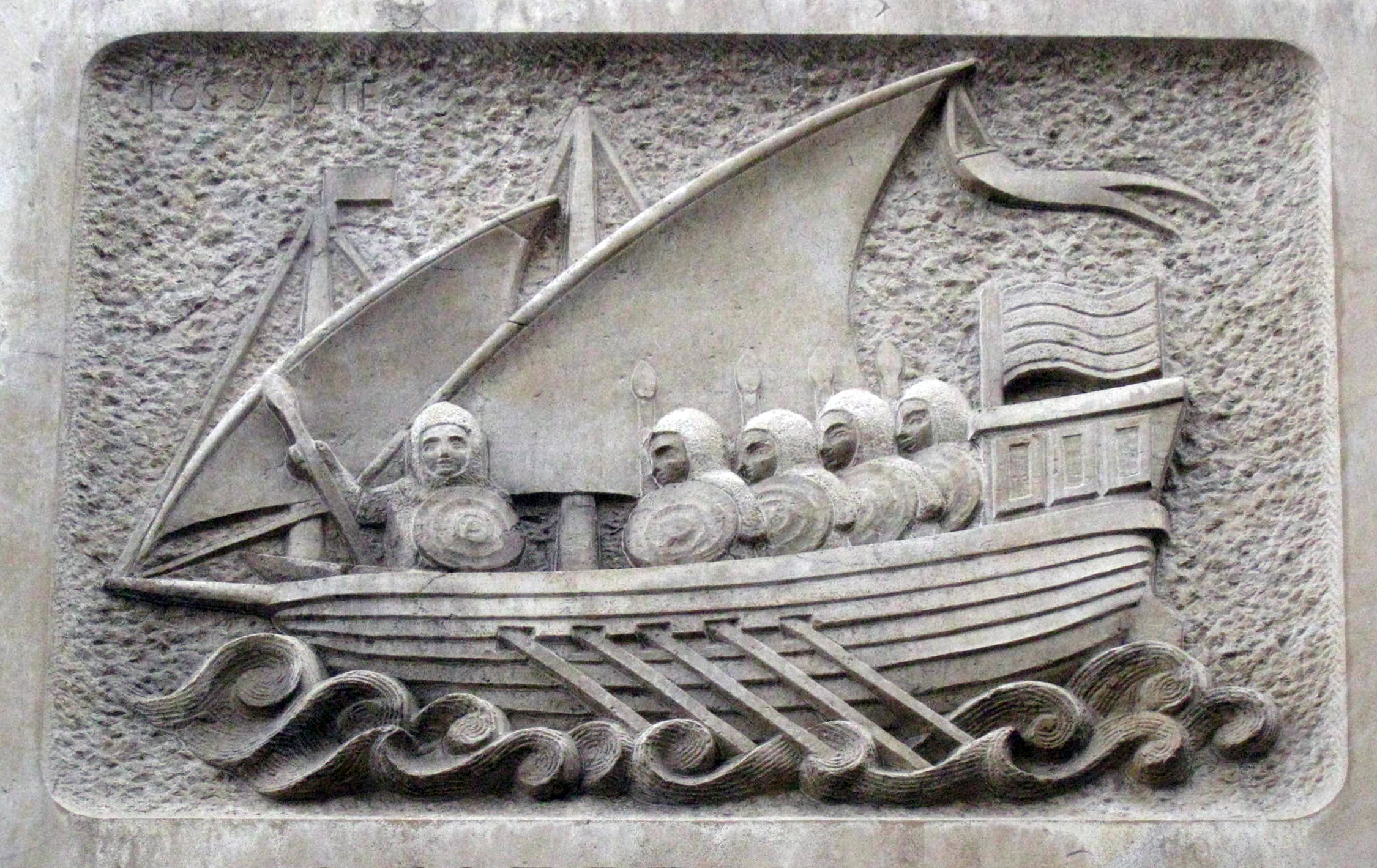
Roger de Llúria, de Joaquim Ros i Sabaté, en la calle homónima que tiene dedicado en Barcelona

En el reinado de Pedro el Ceremonioso fueron aprobadas un conjunto de normas destinadas a regular el funcionamiento de varias actuaciones marítimas de carácter militar. Tanto para galeras oficiales, como para barcos destinados al corso.
En época posterior, estas leyes fueron publicadas por Antoni de Capmany, en orden cronológico.
- Las Ordinacions mencionadas pueden consultarse en varios libros digitalizados.[1][2]
- Un resumen e interpretación del mismo Capmany puede leerse en la obra de referencia.

### Documentos de lasOrdinacionsanteriores
La relación (casi) cronológica de los documentos publicados por Capmany es la siguiente:
- Documento 1. 1354. Ordinacions sobre lo fet de la mar, redactadas por Bernat de Cabrera.
- Documento 2. Sin fecha. Ordinació dels salaris e forniments dels acordats de les armades.
- Documento 3. Ordinacions de les taules reyals de acordar.
- Documento 4. Ordinació sobre la manera dels acordats de la nova armada reyal de 1359.
- Documento 5. Ordinació sobre los salaris e pagues de les armades reyals en 1361.
- Documento 6. Ordinació dels deputats del General de Catalunya e Malorques en 1363.
- Documento 7. Capitula conventa inter dominum regem Petrum et deputatos Cathaloniae et Maioricarum.
- Documento 8. Officium capitania generalis omnium armatarum regalium. Concessum nobili Gilaberto de Crudilis consiliario. Anno 1373.
- Documento 9. Ordinació reyal sobre la manera del navegar en temps de guerra. Any 1354.
- Documento 10. Ordinacions sobre certas reglas ques deuen tenir en los armaments de corsaris particulars.
- Documento 11. Provisio regia facta in favorem cursariorum et aliorum armatorum super fugitivis. 1367.
- Documento 12. Reyal manament perque alcú no navech sino per la costera per temor d’una armada genovesa que descubria per la mar en 1356.
- Documento 13. De potestate et jurisdictione officii capitanei generalis armatorum domini regis. Any 1375.

## Documento 1:Ordinacions sobre lo fet de la mar

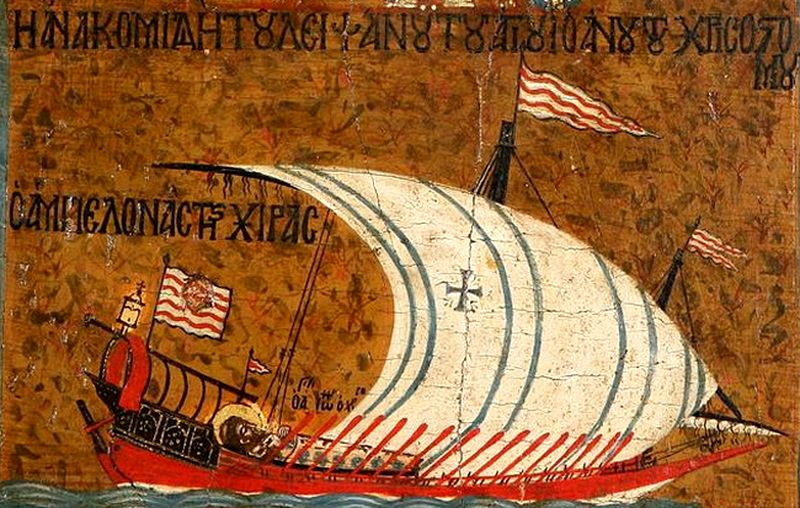
Galeota mediterránea representada en un icono de estilo bizantino. Probablemente del siglo XIV.

La obra está dividida en capítulos cortos, con numerales romanos. A continuación se presentan los títulos de los capítulos, numerados en cifras arábigas y modificados en parte para facilitar su comprensión.

### Capítulos 1-20
1. Com deu estar lo Capità a la Batalla.
2. De ço quels Visalmiralls deuen fer.
3. De ço quels Patrons deuen fer.
4. Del elegir los Còmits, è de ço que deuen fer.
5. Contra los Còmits qui perdran Galées per mal regiment lur
6. Contra los Còmits qui no ferran (feriran) ab la lur Galéa a la batalla
7. De ço quels Còmits han a fer per lur ofici.
8. Contra los Còmits qui s'embriagarán.
9. Quels Còmits no fereixin les gents amb llances ne ab darts.
10. En qual manera los Còmits  deuen tenir esguart que les companyes (tripulacions) nols fugen.
11. Quels Còmits no gosen jaure fora la Galea aprés que haie saludat.
12. Contra aquells qui serán desobedients, ó diran injuries als Còmits.
13. De avolotament contra els Còmits.
14. Contra aquells quis partiran de l’ Estol sens licencia.
15. Contra els Patrons els Còmits quis partiran de l’ Estol sens licencia.
16. Contra los que cridan avolotadament la paga, ó loch per anar a desarmar.
17. De conexer les Galées del Capitá e deis Visalmiraylls.
18. Que negun acordat no perda peu ni puny.
19. Quels Notxers é Prohers puguen vendre vi sots certa forma.
20. Contra aquells qui acordadament fugen a les Armades.

### Capítulos 21-30
1. Que nengú no gos pendre teraçània (anar a terra), sino en certa forma.
2. Com deuen navegar les Galées del Estol en temps de fortuna (mala mar), ò de foscha nit.
3. Quels Cómits è Timoners deuen vetlar i tenir asguart que una Galéa nos embarch ab l'altra.
4. Contra aquells qui dues o més pagues o senyals hauran preses de les Taules de acordar.
5. Contra aquells qui irán en conserva, è deixaran lur conserva perdre.
6. Contra les guaytes qui serán atrobades dorment en Galea.
7. Contra los Còmits que totes setmanes no regonexerán dejús cuberta lurs Galées.
8. Quels Visalmiraylls ordonen dues Galées a la guarda.
9. Quel Còmit de la Galea del Capitá, com l' Estol sera en posta, o tindrá escala en terra, ordón dues guardies en terra.
10. Quels Scrivans de les Galées guarden que null hom no júich (jugui) dejus cuberta de nits ne de dies.

### Capítulos 31-34
1. Que toda Galera que se arme en la Señoría del Señor Rey debe tener las compañías y armas contenidas en este Capítulo.
  - Cada galera tenía que tener:
    - patrón
    - cómitre (còmit)
    - sub-cómitre (sota-còmit)
    - ocho nauxers (notxers en el original) (incluido en los cuales un escribano)
    - treinta ballesteros
    - ocho proeles (proers)
    - seis cruïllers
    - seis aliers
    - seis espatllers
    - ciento cincuenta y seis remeros
2. Que todo Cómitre, antes de que use de su oficio bajo cierta pena haya de tener translat de esta ordenanza.
3. Que ningún hombre ose llevar bandera a su señal aprendida que habrá saludado, sino en la forma contenida en este Capítulo.
4. Moderación de las penas contenidas en la presente Ordenanza.

### Parte final: los "laus"
Esto son las Laus que se acostumbra a decir cuando el Señor Rey pone su Estandarte para hacer Armada de mar.
Las Laus (loas o alabanzas) se tenían que hacer con gran solemnidad y las decía un marinero con buena voz situado cerca de la pértiga donde se izaba el estandarte real. Las Laus del rey se tenían que gritar dos veces, y las del Almirante, una:

In Nomine Patris et Filii et Spiritus Sancti: Amen 
 Per molts anys la vida è la gran honor del molt Alt Poderós Princep è Senyor, 
 lo Senyor en Pere, per la Gracia de Deu, rey d'Aragó, de Valencia, de Malorques, 
 de Sardenya è de Córsega, è Comte de Barchelona, de Rossello, è de Cerdanya, 
 que Deus salv è mantenga. 
 
 La gran victoria è la gran honor del molt Noble en Bernat de Cabrera 
 Capitá General del molt Alt, è molt Poderós Princep è Senyor, 
 lo Senyor Rey d'Aragó, que Deus salv è mantenga.

## Documento 2:Ordinació dels salaris e forniments dels acordats de les armades
Este documento determina los salarios de los tripulantes acordados (enrolados en una galera), el armamento necesario y las provisiones estipuladas para una campaña de cuatro meses.

### Salarios
NOTA: 1 libra de Barcelona = 20 sueldos
Almirante o capitán: 40 sueldos diarios, de Barcelona (aproximadamente 240 libras por 4 meses)
Vicealmirante: 150 libras de Barcelona, por 4 meses
Patrón: 50 libras por 4 meses
Escribano de la flota: 25 libras por 4 meses
Alguacil de flota: 15 libras por 4 meses
Cómitre: 34 libras por 4 meses
Sub-cómitre: 16 libras por 4 meses
Notxers: había 8 por cada galera. Bajo esta categoría y salario había que incluir 1 escribano de galera, 1 maestro de azuela, 1 maestro calafate y 1 maestro remolar.
El salario de un nauxer era de 12 libras por 4 meses. A los maestros de azuela, calafates y remolars se les adelantaba una libra para sus equipamientos especiales. Además podían cobrar un suplemento a criterio del almirante o capitán.
Ballesteros: 10 libras por 4 meses
Proeles: 8 por galera; 10 libras por 4 meses
Aliers: 6 por galera; 10 libras por 4 meses
Cruïllers: 4 por galera; 8 libras por 4 meses
Espatllers: 6 por galera; 8 libras por 4 meses
Remeros simples: 154 por galera; 6 libras por 4 meses
Trompeta: 15 libras por 4 meses
Médico o barbero: 15 libras por 4 meses
Juglares de la flota: 2 tromperos, 1 trompeta, 1 gaitero, 1 timbalero; 15 libras por 4 meses más suplementos

### Víveres
De los víveres el único mencionado es el bizcocho.
En una campaña militar, un barco de guerra tiene que ir provisto de agua y de víveres. El bizcocho es el alimento que hay que pagar y justificar el gasto. El agua se puede considerar gratuita aunque hay que disponer de una cuba adecuada y de un tonelero embarcado a bordo que pueda mantener las cubas en buen estado.
- El maestro tonelero (boter) se contaba y cobraba como un nauxer; había 8 nauxers por galera.